# Beer (Devon)
Beer è un paese di 1 381 abitanti della contea del Devon, in Inghilterra.